# 阿良阿胡

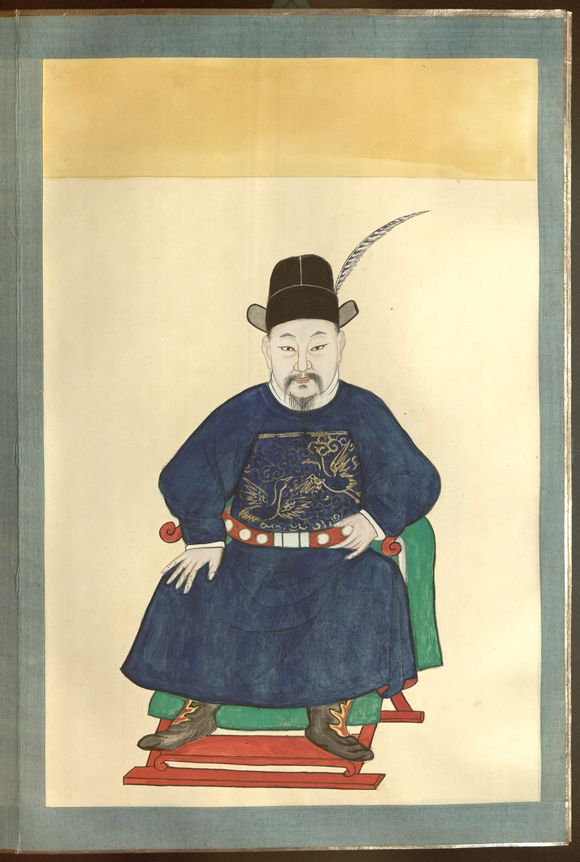
阿良阿胡

阿良阿胡（？—？），元朝丽江第二代土司。
阿良阿胡是阿琮阿良的長子，为阿室于先所生。阿琮阿良死后嗣位。1272年（至元九年），忽必烈命他為茶罕章管民官，世襲副元帥。1288年（至元二十五年），忽必烈命他為茶罕章宣撫使。1295年（元貞元年），元成宗命他為正奉大夫、護軍宣慰使。

## 家族
- 父：阿琮阿良
- 母：阿室于先

- 妻：阿室剌母（羡陶氏和揮和迷之女）

- 子：
  - 阿胡阿烈
  - 阿胡阿吉